# جيمس أندرسون (لاعب كريكت)
جيمس أندرسون (30 يوليو 1982 في المملكة المتحدة - ) (بالإنجليزية: James Anderson)‏ هو لاعب كريكت بريطاني. شارك مع منتخب إنجلترا للكريكت. أما مع النوادي، فقد لعب مع نادي مقاطعة لانكشر للكريكت ‏ وفريق أوكلاند للكريكت ‏ وLancashire Cricket Board ‏.

## وصلات خارجية
- جيمس أندرسون على موقع إي آس بي آن كريك إنفو (الإنجليزية)